# Anton Hochleitner
Anton Hochleitner (* 5. Dezember 1927 in Oberreit bei Vilshofen an der Donau; † 25. Dezember 2018 in München) war ein deutscher Politiker (SPD).
Hochleitner besuchte die Volksschule Pleinting, die Aufbauschule Straubing und die Lehrerbildungsanstalt München-Pasing. Am 18. Januar 1944 beantragte er die Aufnahme in die NSDAP und wurde zum 20. April desselben Jahres aufgenommen (Mitgliedsnummer 9.826.530). Am Ende des Zweiten Weltkriegs war er Kriegsfreiwilliger und saß in amerikanischer Gefangenschaft in Linz. Danach besuchte er die Lehrerbildungsanstalt Straubing, machte die 1. und 2. Lehramtsprüfung und absolvierte den Vorbereitungsdienst in Pleinting, Uttigkofen, Galgweis und Vilshofen. Ab dem Jahr 1953 war er als Lehrer in Passau tätig. Er war Landesvorsitzender der Arbeitsgemeinschaft Bayerischer Junglehrer und Schriftleiter der Monatszeitschrift „Der Junglehrer“.
Im Jahr 1955 wurde Hochleitner Mitglied der SPD. Er wurde in den Stadtrat von Passau gewählt und war stellvertretender Vorsitzender des Bezirks Niederbayern/Oberpfalz. In den Jahren 1962 bis 1982 war er Mitglied des Bayerischen Landtags.

## Ehrungen
- 1978: Verdienstkreuz am Bande[4] des Verdienstordens der Bundesrepublik Deutschland
- 1981: Ehrenring der Stadt Passau
- 1987: Ehrenbürger der Universität Passau
- 1990: Ehrenbürger von Passau
- Bayerischer Verdienstorden
- Bayerische Staatsmedaille für soziale Verdienste

## Würdigungen
Sein Name steht auf dem Ehrenmal der Stadt Passau auf dem Innstadtfriedhof.